# Dirección de Inteligencia Militar
La Dirección de Inteligencia Militar, en francés (Direction du Renseignement Militaire DRM) es junto con la DGED, la encargada de llevar a cabo labores de inteligencia militar que faciliten al estado marroquí la capacidad de anticiparse a ciertas situaciones de crisis. Es un cuerpo que depende del Estado Mayor de las Fuerzas Armadas Reales. Su organigrama es el siguiente:
- La Oficina 2ª (2ème bureaux) dedicada a la información militar
- La Oficina 3ª (3ème bureaux) dedicada al contraespionaje militar (Direction de la Securite Militaire DSM)
- La Oficina 5ª (5ème bureaux) dedicada a la lucha antiterrorista.